# 480 a. C.
El año 480 antes de Cristo fue un año del calendario romano prejuliano. En el Imperio romano se conocía como el año del consulado de Vibulano y Cincinato (o menos frecuentemente, año 274 Ab urbe condita). 

## Acontecimientos

### Grecia
- Comienza la II Guerra Médica. Batalla de las Termópilas en Grecia continental, entre la alianza de Esparta y la Confederación de Delos de Atenas contra el Imperio aqueménida.
- Cleómbroto I, rey de Esparta, como tutor del hijo de Leónidas I, Plistarco.
- En agosto, Jerjes I entra en Grecia.
- Batalla naval de Artemisio, entre las flotas griegas, dirigida por el espartiata Euribíades y la persa, mandada por Megabazo.
- Batalla de las Termópilas; el rey espartano Leónidas I se sacrifica para impedir el avance de Jerjes.
- Los persas conquistan la isla de Eubea y saquean Hestiea.
- Jerjes I de Persia ordena incendiar las ciudades griegas de Tespias, Platea y Atenas.
- Levantamiento del ostracismo a Arístides y a otros ciudadanos condenados.
- En septiembre: Batalla de Salamina - batalla naval que enfrentó a la flota de Persia con la de varias ciudades griegas. Los griegos comandados por Temístocles derrotaron a los persas.
- Comienza un periodo de esplendor y creatividad en la arquitectura y las artes griegas: invención del frontón triangular, las metopas cuadradas, varias formas de columnas y cariátides, la planeación urbana y la cerámica decorada con figuras rojas.[1]

### Sicilia
- Terón de Agrigento ocupa militarmente la ciudad de Himera luego de expulsar a su tirano, Terilos.
- Batalla de Hímera en Sicilia: los siracusanos vencen a los cartagineses en la ciudad griega de Hímera.
- Tregua de 70 años entre los cartagineses y las ciudades de Sicilia.

## Nacimientos
- Antifonte de Atenas.
- Eurípides, dramaturgo griego (m. en 406 a. C.).

## Fallecimientos
- Demarato, rey de Esparta
- Jenófanes, filósofo griego.
- Leónidas I, rey de Esparta.
- Amílcar Magón, general cartaginés. (Otras versiones indican su muerte en 469 a. C.)
- Cneo Manlio Cincinato, cónsul romano.

## Arte y literatura
- En la península ibérica empieza a importarse cerámica ática con destino a las necrópolis íberas.
- Tumba de Darío I en Naqsh-e Rostam.

## Deporte
- El rey de Macedonia, Alejandro I, participa en los Juegos Olímpicos.